# Watcharaphong Khongchuai
Watcharaphong Khongchuai (thailändisch วัชรพงษ์ คงช่วย, * 24. Juli 1987) ist ein thailändischer Fußballspieler.

## Karriere
Watcharaphong Khongchuai stand bis Ende 2018 beim Zweitligisten Air Force Central in der Hauptstadt Bangkok unter Vertrag. Wo er vorher gespielt hat, ist unbekannt. Die Saison 2017 wurde er an den Ligakonkurrenten Nakhon Pathom United FC aus Nakhon Pathom ausgeliehen. 2019 wechselte er zum ebenfalls in der Thai League 2 spielenden Army United. Für den Club aus Bangkok absolvierte er 2019 sechs Zweitligaspiele. Ende 2019 gab der Verein bekannt, dass man sich aus dem Spielbetrieb zurückzieht. Anfang 2020 unterschrieb er einen Vertrag beim Dome FC in Pathum Thani. Der Verein spielte in der fünften Liga, der Thailand Amateur League.